# FFA P-16
FFA P-16 là một mẫu thử máy bay tiêm kích/cường kích phản lực của Thụy Sĩ trong thập niên 1950.

## Biến thể
- Mk I:
- Mk II:
- Mk III:

Các biến thể đề xuất
- P-16-Trainer
- P-16 ECM
- AA-7: SNECMA Atar 9C
- AJ-7: General Electric J79
- AR-7: Rolls-Royce RB.168

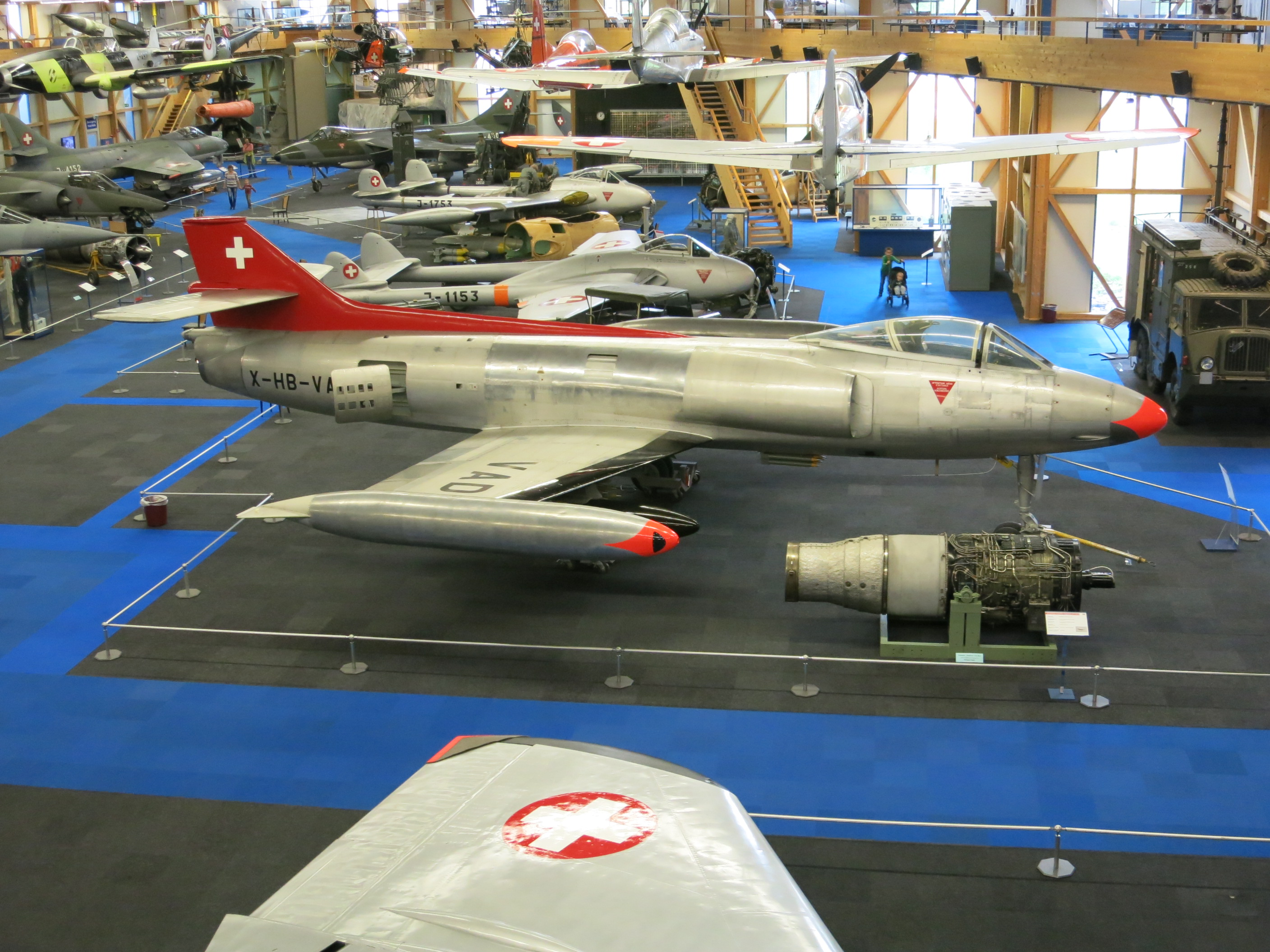
FFA P-16 MK.III J-3005/ X-HB-VAD
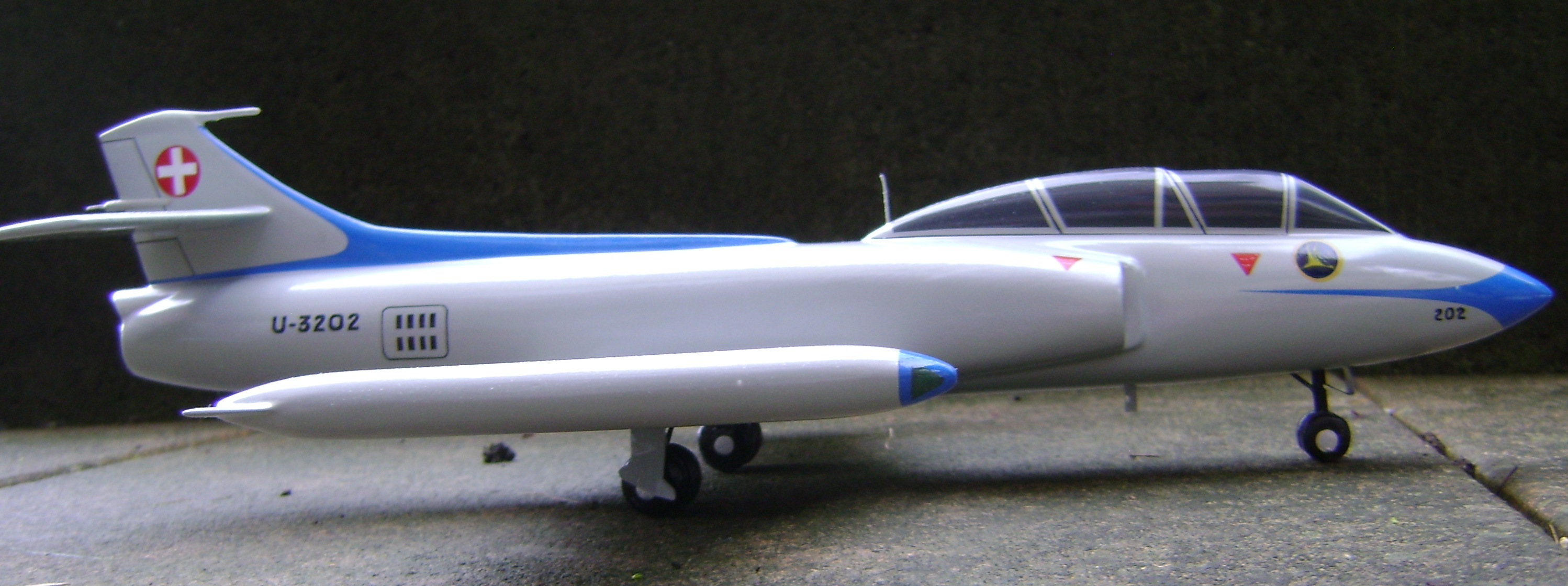
FFA P-16 Trainer
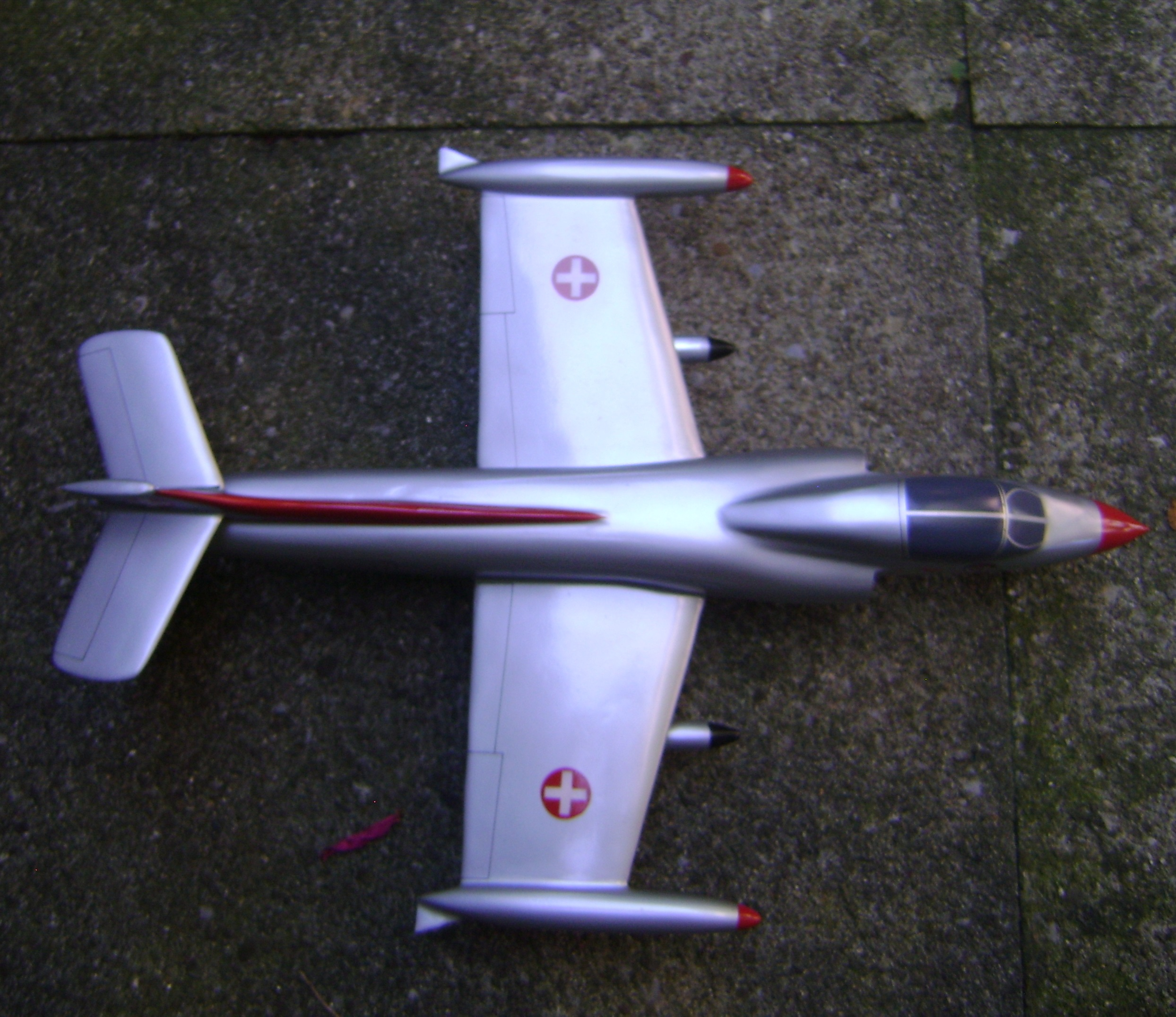
FFA P-16 ECM
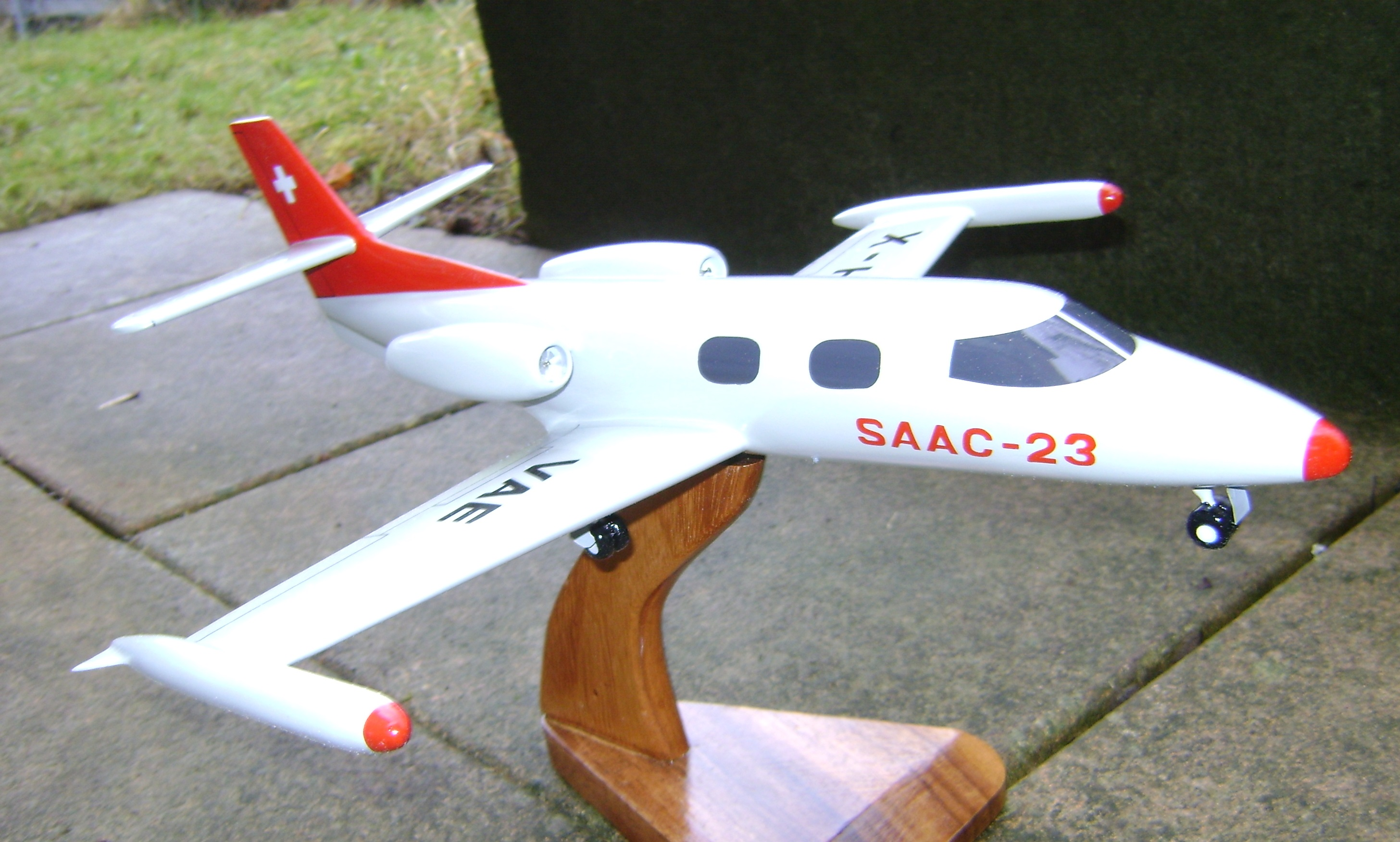
FFA SAAC-23

## Tính năng kỹ chiến thuật (Mark III)
Dữ liệu lấy từ Switzerland's P-16:Father of the Learjet
Đặc điểm tổng quát
- Tổ lái: 1
- Chiều dài: 14,33 m (47 ft)
- Sải cánh: 11,15 m (36 ft 7 in)
- Chiều cao: 4,27 m (14 ft 0 in)
- Diện tích cánh: 30 m² (323 ft²)
- Trọng lượng rỗng: 7.037 kg (15.500 lb)
- Trọng lượng cất cánh tối đa: 11.713 kg (25.800 lb)
- Động cơ: 1 × Armstrong Siddeley Sapphire ASSa.7 , 49,1 kN (11.000 lbf)

 Hiệu suất bay 
- Vận tốc cực đại: 1.118 km/h (604 knot, 694 mph) trên mực nước biển
- Thất tốc: 179 km/h (97 knot, 111 mph)
- Tầm bay: 1.447 km (781 hải lý, 899 mi) trên độ cao 9.150 m (30.000 ft)
- Trần bay: 14.000 m (46.000 ft)
- Vận tốc leo cao: 65 m/s (12.795 ft/phút)

Trang bị vũ khí

- Súng: 2 × pháo Hispano-Suiza HS.825 30 mm
- Giá treo: 4 tải được 2.590 kg (5.700 lb)[2]
- Rocket: 44 × Matra FFAR 68 mm